# 俄羅斯島 (喀拉海)

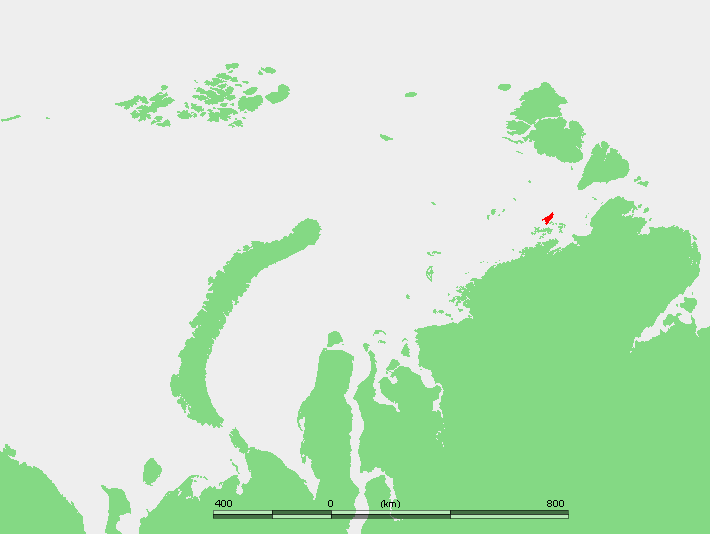

俄羅斯島（俄语：остров Русский）是俄羅斯的島嶼，位於喀拉海，屬於諾登舍爾德群島的一部分，由克拉斯諾亞爾斯克邊疆區負責管轄，長38公里、寬13公里，面積309平方公里，島上無人居住。
77°03′N 96°30′E / 77.050°N 96.500°E